# Lucien de Montagnac
Pour les articles homonymes, voir Montagnac.
François Joseph Lucien de Montagnac (Pouru-aux-Bois, 27 mai 1803 – Sidi-Brahim, 23 septembre 1845) est un lieutenant-colonel français, acteur de la conquête de l'Algérie par la France.

## Biographie
Né à Pouru-aux-Bois dans les Ardennes, il est le fils de Joseph Marie de Montagnac et d'Elisabeth Victoire Chardon. Il intègre l'École spéciale militaire de Saint-Cyr en 1819 (2e promotion). À la sortie d'école, en 1821, il intègre l'infanterie. Nommé sous-lieutenant au 1er régiment d'infanterie de ligne en octobre 1821, Montagnac participe à la campagne d'Espagne de 1823, et est promu lieutenant le 30 décembre 1827.
Après l'insurrection républicaine à Paris en juin 1832, qu'il réprime sévèrement, Montagnac refuse la Légion d'honneur qui lui était offerte par le roi Louis-Philippe. Il fait valoir qu'il est « résolu à attendre cette récompense d'une occasion où il saurait mieux la mériter ».
Capitaine en 1836, Montagnac est envoyé en Afrique. Mis à l'ordre du jour de l'armée le 4 juillet 1840, il accepte cette fois sa décoration en 1841.
Le 18 juillet 1841, il est élevé au grade de chef de bataillon. Pendant cette période, il confirme sa brutalité à l'égard des populations locales. « Nous nous sommes établis au centre du pays… brûlant, tuant, saccageant tout, écrit-il le 2 mai 1843. Quelques tribus pourtant résistent encore, mais nous les traquons de tous côtés, pour leur prendre leurs femmes, leurs enfants, leurs bestiaux. » Son acharnement n'épargne pas les femmes : « On en garde quelques-unes comme otages, les autres sont échangées contre des chevaux, et le reste est vendu à l’enchère comme bêtes de somme. » , et il vante les exécutions sommaires qu'il multiplie tout en regrettant les effets de la conquête sur les populations. Dans sa correspondance lors de la conquête d'Algérie, publiée par son neveu, on trouve les phrases suivantes :  « Voilà, mon brave ami, comment il faut faire la guerre aux arabes : tuer tous les hommes jusqu’à l’âge de quinze ans, prendre toutes les femmes et les enfants, en charger des bâtiments, les envoyer aux îles Marquises ou ailleurs ; en un mot en finir anéantir tout ce qui ne rampera pas à nos pieds comme des chiens… », et aussi : « [...] Qui veut la fin veut les moyens. - selon moi, toutes les populations qui n’acceptent pas nos conditions doivent être rasées, tout doit être pris, saccagé, sans distinction d’âge ni de sexe ; l’herbe ne doit plus pousser où l’armée française a mis le pied ».
En mai 1843, à la tête de six compagnies d'élite du  61e et d'un détachement de spahis, il se distingua par son intrépidité lors d'un engagement dans lequel il combattit avec le bras droit cassé. Pendant près de deux mois, il se faisait mettre à cheval par ses soldats et marchait avec eux. À l'issue de cette bataille, Montagnac avait perdu l'usage de la main droite et dut apprendre à écrire de la main gauche. Le général Baraguay d'Hilliers fut chargé de lui transmettre les témoignages de satisfaction du ministre de la guerre qui, le 10 mars 1844, le fit élever au grade de lieutenant-colonel.

## Bataille de Sidi-Brahim
Le 21 septembre 1845, Montagnac était commandant supérieur du poste de Nemours, (province d'Oran) aujourd'hui Ghazaouet. Répondant à l'appel des tribus voisines qui craignaient une razzia menée par Abd el-Kader, le lieutenant-colonel Montagnac avec 450 hommes du 15e Léger se porte à leur secours (390 du  8e Bataillon de Chasseurs d'Orléans et 60 du 2e Régiment de Hussards). Entraîné dans une embuscade, il est attaqué par cinq à six mille cavaliers menés par Abd-el-Kader. La colonne est presque entièrement détruite et une centaine d'hommes sont faits prisonniers. Montagnac, qui marchait en tête de l'avant-garde, est tué dans le combat.
Son cadavre est réduit en lambeaux et sa tête coupée par les troupes d'Abd-el-Kader, de même que toutes les têtes des soldats français tués au combat, soit deux cent cinquante en tout. Les prisonniers sont forcés à transporter les têtes enduites de miel (pour les conserver) jusqu'au camp des vainqueurs, puis de les disposer en cercle. Une fête se tient autour des têtes ; Abd-el-Kader les expédie au roi du Maroc, pour signaler sa force.
La compagnie de carabiniers restée au bivouac était parvenue à gagner le marabout de Sidi Brahim où elle résista aux attaques des autochtones. Les hommes n'avaient pour eux qu'une bouteille d'absinthe, ils durent boire leur urine pour apaiser leur soif ; privés de munitions, ils coupèrent en quatre leurs dernières balles. Abd-el-Kader, qui dirigeait lui-même cette attaque, bien qu'il ordonna de mettre à mort plusieurs prisonniers français, adressa plusieurs lettres écrites en français aux 80 carabiniers pour leur promettre la vie sauve, s'ils consentaient à se rendre ; ils refusèrent.
L'émir Abd El Kader fit couper la tête du capitaine Dutertre, fait prisonnier et amené devant le marabout pour exiger la reddition des chasseurs. Malgré tout, Dutertre, eut le temps d'exhorter les survivants à se battre jusqu'à la mort .
Vers le soir du 2e jour, le capitaine Géreaux, seul officier qui n'eût pas été tué avec le lieutenant Chappedelaine, sortit avec ses soldats pour se diriger sur Djemaâ Ghazaouet. À quelques kilomètres du camp, cette petite troupe ne put résister à l'affrontement contre des combattants berbères. Les chasseurs se frayèrent un passage à travers les centaines d'ennemis rassemblés. Le capitaine Géreaux fut tué et de ses 82 hommes, 11 seulement survécurent, dont un hussard.